# Величане
Величане (на словенски: Veličane) е село в Словения, Подравски регион, община Ормож. Според Националната статистическа служба на Република Словения през 2015 г. селото има 119 жители.